# Мартинес Лопес, Рамон
Рамон Мартинес Лопес (исп. Ramón Martínez López; род. 4 января 1996, Асунсьон) — парагвайский футболист, полузащитник клуба «Олимпия» и сборной Парагвая.

## Клубная карьера
Мартинес — воспитанник столичного клуба «Гуарани». 26 апреля 2015 года в матче против «Серро Портеньо» он дебютировал в парагвайской Примере. В 2016 году Мартинес помог клубу выиграть чемпионат. 22 сентября 2018 года в поединке против «Спортиво Лукеньо» Рамон забил свой первый гол за «Гуарани». В том же году он стал обладателем Кубка Парагвая.
В июне 2019 года Мартинес перешёл в бразильский «Атлетико Минейро». 15 июля в матче против «Шапекоэнсе» он дебютировал в бразильской Серии A.
В сентябре 2020 года Мартинес отправился в аренду в «Коритибу» до февраля 2021 года.
25 января 2021 года Мартинес вернулся играть в Парагвай, перейдя на правах аренды в «Либертад».
В августе 2022 года Мартинес отправился в аренду в «Новуризонтино» на оставшуюся часть сезона в бразильской Серии B.
28 декабря 2022 года Мартинес подписал контракт с клубом «Олимпия».

## Международная карьера
5 сентября 2019 года в товарищеском матче против сборной Японии Мартинес дебютировал за сборную Парагвая.

## Достижения
- Чемпион Парагвая (1): Клаусура 2016, Апертура 2021
- Обладатель Кубка Парагвая (1): 2018
- Чемпион штата Минас-Жерайс (1): 2020